# Huguets (Biosca)
Huguets és una masia del municipi de Biosca (Solsonès) que forma part de l'Inventari del Patrimoni Arquitectònic de Catalunya.

## Situació
Pertany al veïnat disseminat de Lloberola, al nord del terme municipal. Es troba al vessant esquerre de la rasa de Lloberola, als plans de la carena entre la rasa de Montconill i el barranc de la Vila, a l'obaga del serrat de Sasserra. S'hi va des de la carretera C-451 (de Guissona a Solsona), prenent al km 38 un trencall senyalitzat que hi mena.

## Descripció
És un edifici de quatre façanes i tres plantes. A la façana nord, hi ha una gran entrada a la planta baixa amb porta metàl·lica, i petita coberta a sobre. A l'esquerra, hi ha una petita espitllera. A la planta següent, hi ha tres finestres i a la darrera una de petita. 

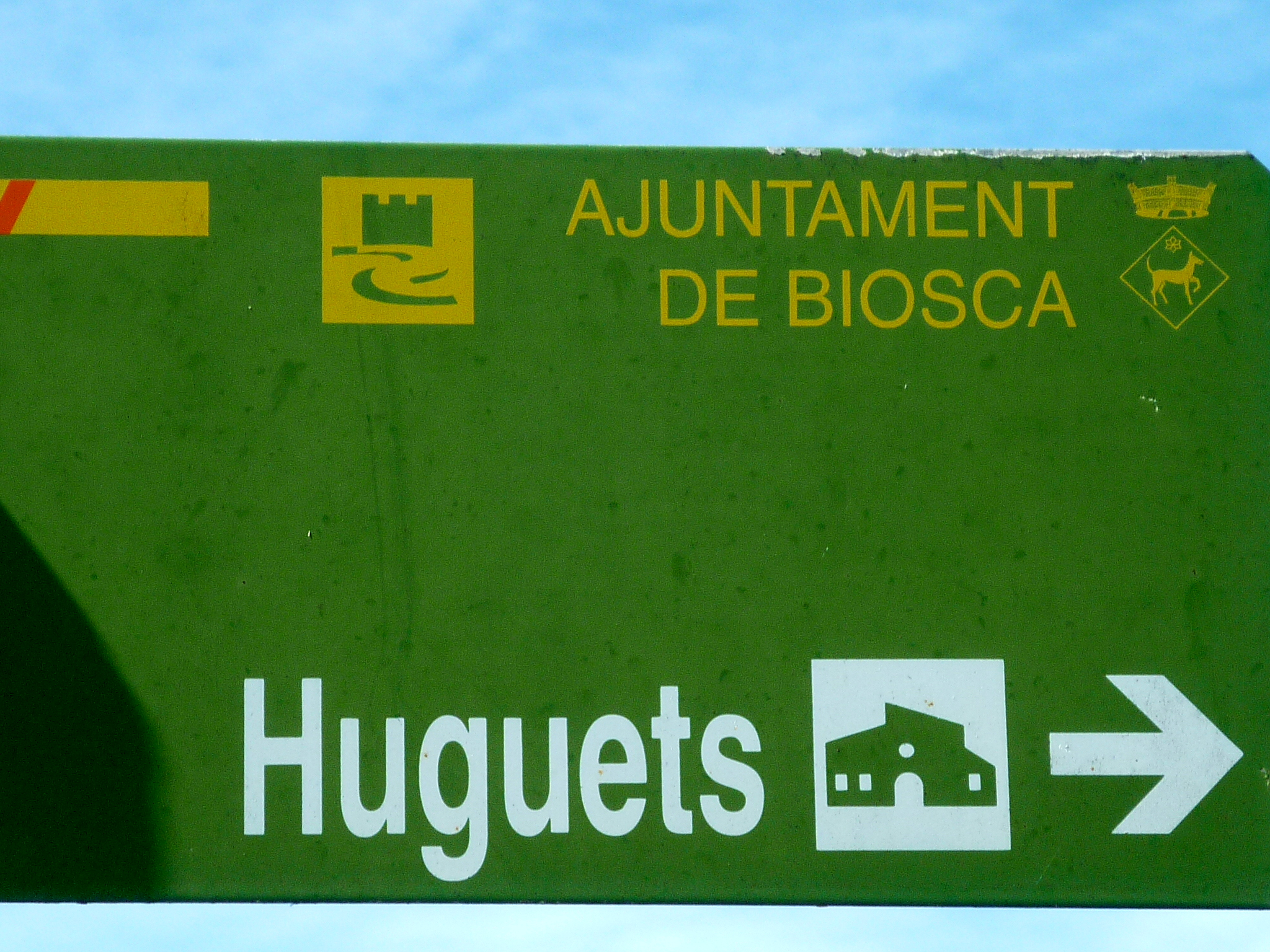
Indicador a Huguets

A la façana oest, hi ha una entrada a la planta baixa, al costat té una petita obertura. A la planta següent, hi ha quatre finestres, i a la darrera una. A la façana est, hi ha diverses finestres a la part esquerra, a la part inferior, a la part superior hi ha una terrasseta amb barana de ferro, que s'hi accedeix per una entrada que dona a l'última planta. Més a la dreta, a la planta baixa, hi ha unes escales que pugen a la planta següent. La coberta és de dos vessants (Est-Oest), acabada amb teules.
A la façana sud, hi ha un edifici adjunt que cobreix quasi tota la planta baixa. A la dreta hi ha una porta. A la planta següent, hi ha quatre finestres. L'edifici adjunt a la façana sud, té una sola planta, i té una entrada a la façana oest. La coberta és d'un vessant (Sud), acabada amb teules.
Hi ha un edifici davant de la façana oest, que té funció de paller, té dues plantes i quatre façanes. Té una entrada a la planta baixa i una altra a la segona a la façana sud. També en aquesta façana té dues petites obertures a la planta superior. La coberta és d'un sol vessant (oest), acabada amb teules.